# يوم الجمعة الثالث عشر الجزء السادس حياة جيسن
يوم الجمعة الثالث عشر الجزء السادس حياة جيسن (بالإنجليزية: Friday the 13th Part VI: Jason Lives)‏ هو فيلم رعب تم إنتاجه في الولايات المتحدة وصدر في سنة 1986.

## الميزانية والإيرادات
بلغت تكلفة إنتاج الفيلم حوالي 3 ملايين دولار بينما حقق إيرادات تقدر بـ 17.8–19.4 مليون دولار ().

## وصلات خارجية
- يوم الجمعة الثالث عشر الجزء السادس حياة جيسن على موقع IMDb (الإنجليزية)
- يوم الجمعة الثالث عشر الجزء السادس حياة جيسن على موقع ميتاكريتيك (الإنجليزية)
- يوم الجمعة الثالث عشر الجزء السادس حياة جيسن على موقع روتن توميتوز (الإنجليزية)
- يوم الجمعة الثالث عشر الجزء السادس حياة جيسن على موقع نتفليكس (الإنجليزية)
- يوم الجمعة الثالث عشر الجزء السادس حياة جيسن على موقع ألو سيني (الفرنسية)
- يوم الجمعة الثالث عشر الجزء السادس حياة جيسن على موقع Turner Classic Movies (الإنجليزية)
- يوم الجمعة الثالث عشر الجزء السادس حياة جيسن على موقع أول موفي (الإنجليزية)
- يوم الجمعة الثالث عشر الجزء السادس حياة جيسن على موقع بوكس أوفيس موجو (الإنجليزية)
- يوم الجمعة الثالث عشر الجزء السادس حياة جيسن على موقع فيلمافينيتي (الإسبانية)
- يوم الجمعة الثالث عشر الجزء السادس حياة جيسن على موقع قاعدة بيانات الأفلام السويدية (السويدية)